# FW Большого Пса
FW Большого Пса (лат. FW Canis Majoris), HD 58343 — одиночная переменная звезда в созвездии Большого Пса на расстоянии приблизительно 956 световых лет (около 293 парсеков) от Солнца. Видимая звёздная величина звезды — от +5,34m до +5,06m. Возраст звезды оценивается как около 70 млн лет.

## Характеристики
FW Большого Пса — бело-голубая переменная Be-звезда (BE) спектрального класса B2Vne. Масса — около 5,7 солнечных, радиус — около 3,9 солнечных, светимость — около 762 солнечных. Эффективная температура — около 17497 К.